# Кнез Добрета
Добрета (лат. Daurentius, грч. Δαυρέντιος) или Даврит (лат. Dauritas, грч. Δαυρίτας) био је кнез склавенских племена у другој половини 6. века.

## Биографија
Добрета је предводио племена Склавена која су живела на Доњем Подунављу и на територији некадашње римске провинције Паноније око 570. године. Његово име у грчким изворима се појављује као Дауритус (грчки Δαυρεντιος, Δαυριτας). Власт кнеза над уједињеним племенима била је ограничена саветом „војсковођа”. Склавини и Анти су у то време били под притиском Авара.
Византијски историчар Менандар Протектор писао је да је аварски каган Бајан послао посланство захтевајући да Добрета и његови Словени прихвате власт над Аварским каганатом и да му одају почаст, знајући да су Словени стекли огромно богатство после поновљених напада на византијске провинције на Балкану. Добрета је одговорио: „Да ли се на свету родио човек који би савладао нашу силу? Нисмо навикли да други овлада нашом, већ ми туђом земљом...“.
Око 578. године Бајан је организовао војни поход против Склавена. Број Авара, како се наводи у грчким хроникама, износио је 100 000. Прешли су Дунав и упали на територију Византијског царства. Цар Тиберије II склопио је савез са Аварима и усмерио их против Словена. После тога је каган Бајан са великом војском ушао на територију Словена у Дакији.